# Scuola dello Spirito Santo
La schola del Spirito Santo est une confrérie  de bienfaisance et dévotion de Venise et le bâtiment qui l'abrite, situé au Zattere Santo Spirito dans le sestiere de Dorsoduro.

## Historique
La Confrérie de l'Esprit Saint est, comme les autres scuole de Venise, une association de laïcs qui s’adonnent aux œuvres de bienfaisance, organisent des processions et autres cérémonies et financent des œuvres d’art sacré,. Établie en 1492, sous le doge Agostin Barbarigo, elle a commencé par tenir ses réunions dans l'église Santo Spirito. En 1496, l'association est enregistrée officiellement, et autorisée à publier des lois et règlements pour son fonctionnement interne.

En 1506, juste à côté de l'église (au N.A. 399), un bâtiment est construit pour servir de siège social. Ce bâtiment existe encore aujourd'hui, avec sa façade Renaissance d'origine surmontée d'un tympan triangulaire et un portail, flanqué de piliers à chapiteaux doriques portant sur l'architrave une sculpture représentant le Père éternel sous laquelle se tient une colombe en train de voler vers le bas (la colombe est un symbole du Saint Esprit, comme par exemple indiqué dans l'évangile lors du baptême de Jésus,,,). La plaque sur la façade indique : 
D.O.M. -  PRIVILEGORUM ANTIQUISSIMAE ARCHI - CONFRATERNITAS SPIRITUS SANCTI -  MCCCCLXXXXII - PIUM MONEMENTUM

## Œuvres d'art dans la confrérie
La confrérie a commandé des œuvres d'art religieux remarcables à placer dans le bâtiment : Un tableau à placer au dessus de l'autel appelé la descente de l'Esprit Saint porte la date de 1545 inscrite sur la série de marche sur laquelle se tient la vierge entourée des apôtres, et certains personnages du tableau sont des portraits de membres de la confrérie, comme par exemple un vieil homme tout à gauche identifié comme Andrea Zio, le leader (guardian grande) de la scuola à l'époque. Le tableau est attribué au peintre Polidoro da Lanciano. Elle contient aussi un retable représentant les Saints Antoine, Domenico et Lorenzo Giustinian et un autre Saint avec la Madonna del Pasquali et le retable du maître-autel avec la Madonna, San Giovanni et la Madalena  qui encadre un crucifix en bas-relief.
Après la dissolution des confréries, le bâtiment a été utilisé par les frères Cavagnis pour l'une de leurs écoles de la charité, puis est devenu une annexe des Magazzini del Sale, transformé ensuite en magasin de tabac, et est de nos jours utilisé en partie comme résidence privée.